# He 51
A Heinkel He 51 német biplán repülőgépet a Condor légió kötelékében vetették be. 1933 májusában tették meg az első próbarepülést. 700 darab készült belőle. A Luftwaffe használta Spanyolország bombázására. 1931-ben a Heinkel tehetséges repülőtervezőket toborzott, Walter és Siegfried Günter így került egy céghez, az első komolyabb tervük a Heinkel részére a He 49-es gép elkészítése volt. Hivatalosan gyakorló repülőnek használták, valójában harci repülőként működött. A He 49a prototípussal 1932 novemberében repültek elsőként, ezt követte a He 49b prototípusai. 1936 augusztus 6-án hat darab He 51-es gép ment a spanyol földet bombázni. További megrendeléseket teljesítettek a németek, 2 nemzeti repülőszázadot szereltek össze novemberre, és 3 repülőszázadot a Condor légiónak.

## Műszaki adatok (He 51B–1)

### Geometriai méretek és tömegadatok
- Személyzet: 1 fő
- Hossz: 8,40 m
- Fesztávolság: 11,0 m
- Magasság: 3,20 m
- Szárnyfelület: 27,20 m²
- Üres tömeg: 1460 kg
- Normál felszálló tömeg: 1900 kg

### Motorok
- Motorok száma: 1 darab
- Típus: BMW VI 7,3Z vízhűtéses V12 motor
- Maximális teljesítmény: 559 kW (750 LE)

### Repülési adatok
- Legnagyobb sebesség: 330 km/h
- Hatótávolság: 570 km
- Szolgálati csúcsmagasság: 7700 m
- Szárnyfelületi terhelés: 69,9 kg/m²
- Teljesítmény/tömegarány: 0,29 kW/kg

### Fegyverzet
- Géppuskák: 2 darab 7,92 mm-es MG 17 géppuska az orrban, géppuskánként 500 darabos lőszer javadalmazással
- Bombák: 6 darab 10 kg-os bomba (C–1)

## Külső hivatkozások
- Heinkel He51 - Luftwaffe
- Heinkel He 49 He 51
- német csoport újraépíti a Heinkel He 51-t